# Kusema
Die Kusema (russisch Кузема) ist ein Fluss im Norden der Republik Karelien in Russland.
Sie entwässert den See Nischneie Kumosero (Нижнее Кумозеро) in östlicher Richtung. Die Fernstraße M18 quert sie an dieser Stelle.
Sie fließt über eine Strecke von 62,5 km in überwiegend östlicher Richtung zum Weißen Meer. Dabei überwindet sie zahlreiche Stromschnellen und durchfließt den See Kutno (озеро Кутно). Die Mündung liegt bei der gleichnamigen Siedlung Kusema.
Die Kusema ist mit dem Kanu befahrbar. 
Das Einzugsgebiet der Kusema umfasst 884 km² und grenzt im Norden an das der Wonga und im Süden an das der Pongoma.